# لو فلون، فریبورگ
لوفلون (به فرانسوی: Le Flon) یک شهر و شهرداری است که در بخش وو وز کانتون فریبورگ در کشور سوئیس واقع شده است. این شهر در ۱ ژانویه ۲۰۰۴ بر اثر ادغام سه روستای بولوز، پونت(وو وز) و پورسل، به فرمان دولت محلی کانتون فریبورگ به وجود آمد.
موقعیت جغرافیایی لو فلون در جنوب غربی کانتون فریبورگ، در غرب کشور سوئیس است. جمعیت این شهر در پایان سال ۲۰۱۸ بالغ بر ۱٬۲۰۸ نفر بوده است.